# Nikolaj Zverjev
Nikolaj Sergejevič Zverjev (rusko Никола́й Серге́евич Зве́рев), ruski pianist in pedagog, * 1832, Volokolamsk, Ruski imperij (danes Rusija), † 12. oktober (30. september, ruski koledar) 1893.
Zverjev je najbolj znan po svoji špartanski pianistični vzgoji. Bil je učenec Dubuquea (1812-1898) in von Henselta (1814-1889). 
Med njegovimi najbolj znanimi študenti so bili Milij Balakirjev, Konstantin Igumnov, Aleksander Siltoti, Aleksander Goldenweisser, Mikhail Pressman, Leonid Maksimov, Sergej Rahmaninov in Aleksander Skrjabin.